# 羅卡氏魮
羅卡氏魮（学名：Labeobarbus rocadasi）为輻鰭魚綱鯉形目鲤科的其中一種，主要分布於非洲安哥拉，體長可達35公分，棲息在中底層水域，可做為食用魚。